# 文楽座

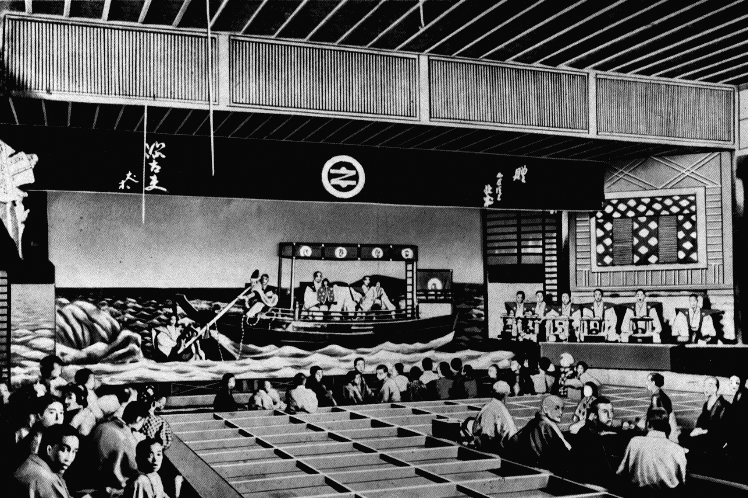
御霊文楽座（明治35年9月興行『源平布引瀧』｢宗盛御船の段」の舞台稽古

文楽座（ぶんらくざ）は、かつて大阪にあった人形浄瑠璃の劇場。これが全盛を極めたため、「文楽」が江戸時代のものを含むすべての人形浄瑠璃の代名詞として使われることが少なくないが、実際は、文楽＝人形浄瑠璃ではない。
現在「文楽座」の名称は、 1955年に国の文化財保護法に基づく重要無形文化財に指定された「人形浄瑠璃文楽」を演じる劇団名となっている。

## 沿革
江戸時代の天明、寛政のころ（1781-1800）、淡路生まれの植村文楽軒が大坂へ出て高津新地に人形芝居の座を設けた。文化7年（1810年）、文楽軒が亡くなると、二代目文楽軒は座を難波新地に移し、「いなりの芝居」として親しまれた。三代目文楽軒は、明治5年（1872年）、大坂松島新地に劇場を建て、文楽座と命名した。だが彦六座など対抗する劇場ができたため、明治17年（1884年）、文楽座は御霊神社の境内に移り、「御霊文楽座」として全盛を誇り、他の人形浄瑠璃の劇場は次々と潰れていき、唯一の人形浄瑠璃の劇場となる。以降、人形浄瑠璃を指して「文楽」と呼ぶことが多くなっていった。1909年3月、松竹の手に渡る。しかし1926年（大正15年）火災により焼失し、一時期人形浄瑠璃は道頓堀弁天座で興行を行う。
1927年（昭和2年）1月、松竹は四ツ橋近辺の南船場の佐野屋橋南詰にあった旧近松座を買収してその跡地に四ツ橋文楽座を再建した。新劇場は近代的な洋風建築であり、客席数はすべて椅子席の850席。この収容数は御霊文楽座の全盛期を想定したものだった。興行形態も見直して通し狂言方式を取りやめ、「見取り」方式（有名狂言の見所ばかりを集めた興行形態）に切り替えた。しかし、この劇場も1945年（昭和20年）3月14日の大阪大空襲で焼失。
同年6月5日に老松町3丁目にあった老松松竹の劇場を文楽座と改称して興行を続けた。
1946年（昭和21年）2月に急遽バラックで再建されるが老朽化が著しく、1956年（昭和31年）に道頓堀に移転する名目で閉鎖された。
1956年（昭和31年）12月28日、もともと豊竹座が所在し、その後弁天座となったが戦災で焼失していた跡地に客席数1000席の近代劇場・道頓堀文楽座が開場。人形浄瑠璃が本格的に道頓堀に復帰したものの、人形浄瑠璃界は労働組合側の「三和会」（みつわかい）と松竹寄りの「因会」（ちなみかい）に分裂したままであり、この劇場には因会のみが出演していたため人手不足に悩まされていた。またもともと興行成績が良くなかったのに大きな劇場に移転したことがかえってあだとなり、空席の目立つ劇場から客足も次第に遠のいていった。この経営悪化のため1960年（昭和35年）に松竹は劇場の土地建物を傍系の歌舞伎座に譲渡し、同社から賃借して運営する形態に切り替えた。
このころ因会と三和会の両者は雪解けムードとなり、人形浄瑠璃界の再統一の気運は高まったものの、逆に興行成績は悪化の一途を辿り、劇場の賃借料ですら興行収入でまかなえなくなったため、1962年（昭和37年）3月、遂に松竹は興行権の放棄を宣言。翌1963年（昭和38年）1月に人形浄瑠璃は松竹の手を離れ、新たに大阪府・大阪市を主体に文部省（現・文部科学省）・NHKの後援を受けた財団法人文楽協会が発足し、文楽界は再統一され、再出発することとなった。 このため同年8月、文楽座は道頓堀五座の由緒ある「朝日座」に改称され、劇場名としての「文楽座」は姿を消した。しかし人形浄瑠璃興行のために建てられた劇場であるため、改称以降も引き続き文楽協会主催の人形浄瑠璃興行が定期的に行われていた。1984年（昭和59年）2月26日道頓堀朝日座が閉館され、代わりに3月20日、大阪・日本橋に国立文楽劇場が開場。以降人形浄瑠璃は同劇場と東京・国立劇場小劇場で定期的な公演が行われている。
現在、文楽座の名称は劇団名「人形浄瑠璃 文楽座」として残っている。人形浄瑠璃文楽座の座員により演ぜられる「文楽」は 1955年に文化財保護法に基づく重要無形文化財に指定されている。また、2003年にユネスコ「人類の口承及び無形遺産に関する傑作の宣言」、2008年「人類の無形文化遺産の代表的な一覧表」への掲載、そしてユネスコ無形文化遺産保護条約が発効した2009年9月の第1回登録であらためてユネスコの無形文化遺産にも登録された。

## 跡地
- 御霊文楽座　御霊神社境内に大阪市の建立で「御霊文楽座跡」の石柱が、また大阪北浜船場ライオンズクラブの手で「文楽座之跡」のブロンズ製床本型の記念碑が1974年（昭和49年）11月3日につくられた。
- 四ツ橋文楽座　大丸心斎橋店の提携駐車場ビルとなっている。
- 道頓堀文楽座　第三者に売却されて飲食店などが入居するテナントビル・DOBOXビルとなっている。